# Lavinia Fontana
Lavinia Fontana (Bolonia, bautizada el 24 de agosto de 1552-Roma, 11 de agosto de 1614) fue una pintora italiana del primer barroco o manierismo tardío. Fue una de las pintoras más importantes de su época, dirigió su propio taller y fue pintora oficial de la corte del papa Clemente VIII. El catálogo de su obra es bastante extenso, se tiene constancia de 135 obras suyas, aunque sólo se conservan 32 fechadas y firmadas.

## Biografía

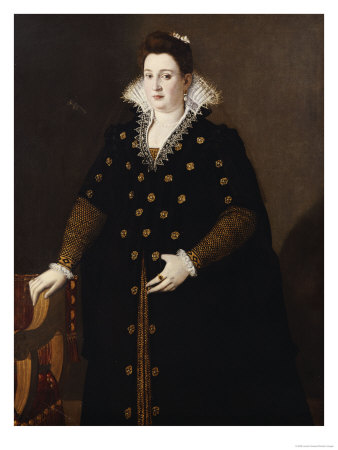
Lavinia Fontana Bianca Cappello.

Lavinia Fontana, nació en 1552 en Bolonia (Italia), ciudad en la que se percibe un gran ambiente cultural en la época.

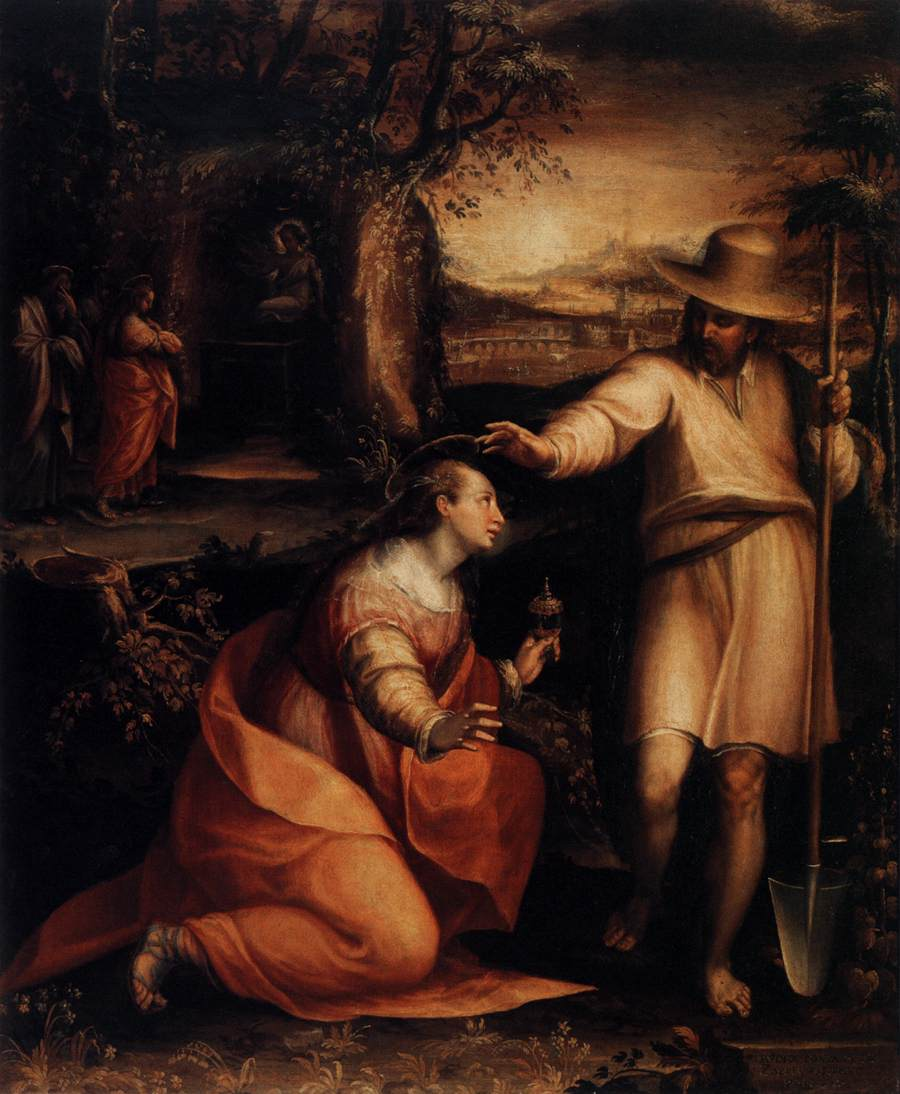
Noli me tangere, Uffizi.

Fue hija del pintor Prospero Fontana, pintor de la escuela de Bolonia, que le enseñó el oficio. El estilo de Fontana fue, efectivamente, muy cercano al manierismo tardío que practicaba su padre. Ya desde muy joven se hizo un nombre como pintora de pequeñas obras de gabinete, principalmente retratos.  
La mayoría de las mujeres que en esta época se dedicaron a la pintura, aprendieron con sus padres. Y muchas se casaron con otro pintor del mismo taller, lo que facilitaba que pudieran seguir dedicadas a ese trabajo. También es el caso de Fontana que se casó en 1577, con 25 años, con Gian Paolo Zappi. También era pintor del taller de Prospero Fontana y miembro de una familia noble. Tuvo catorce hijos con él. Siguió pintando durante su matrimonio para ayudar a la familia mientras su esposo se encargaba de la casa y asistía a su mujer como ayudante. Zappi, también ayudaba a su esposa en las labores artísticas, se dice que le ayudaba a realizar el fondo de sus obras. En 1603, tras la muerte de su padre, se muda permanentemente a Roma. Aquí fue elegida pintora oficial de la corte del papa Clemente VIII. También obtuvo el mecenazgo de los Boncompagni. Fue elegida como miembro de la Academia de San Lucas. Con la muerte del papa Clemente VIII en 1605 fue designada retratista de la corte del papa Paulo V.

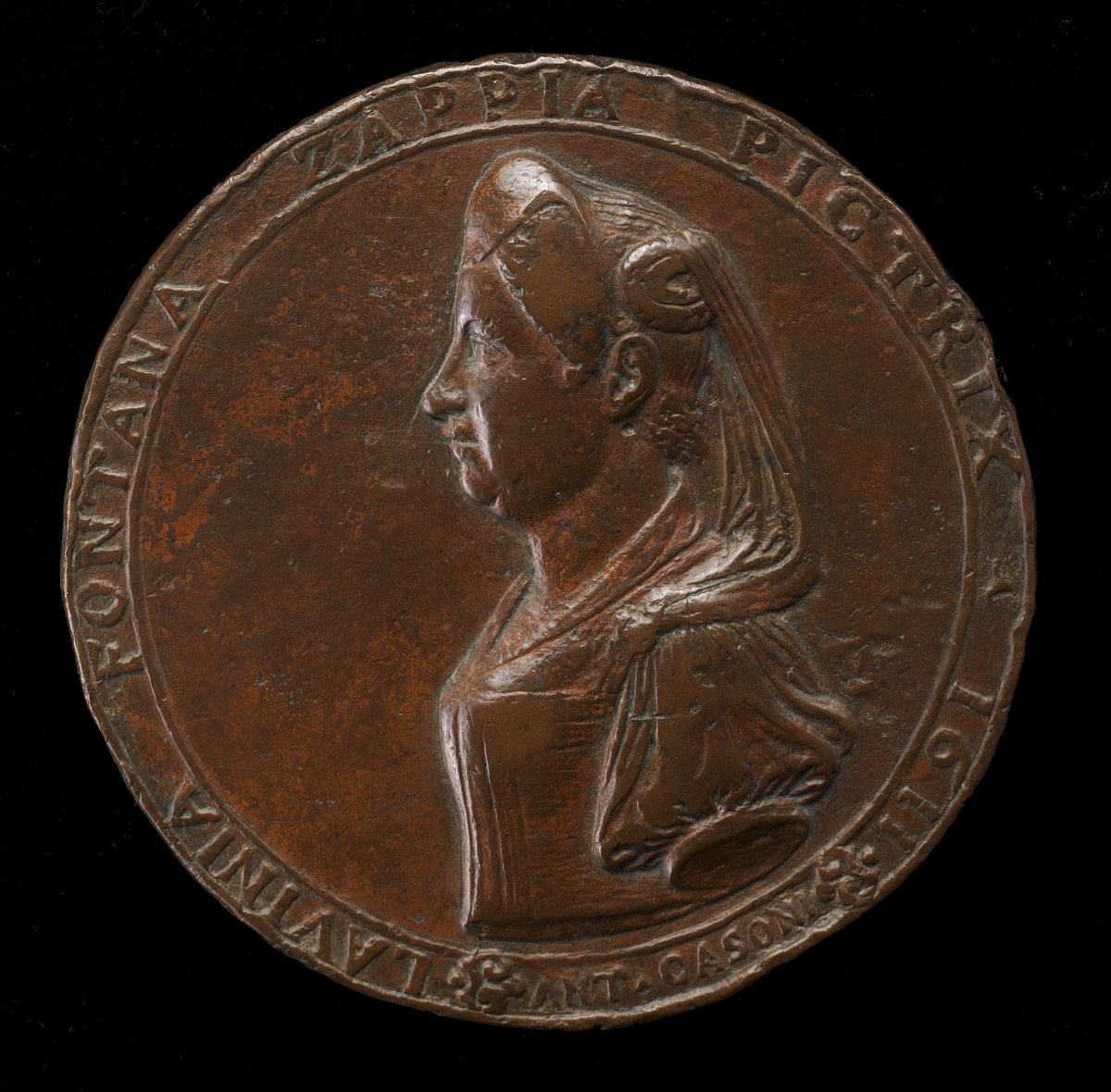
Moneda acuñada en su honor (1611). Realizada por el escultor Felice Antonio Casoni.

Lavinia Fontana consiguió una fortuna que utilizó en obtener una gran colección de antigüedades. Hasta su muerte en Roma en 1614, Fontana recibió varios reconocimientos, en 1611 se acuñó una medalla en su honor realizada por el escultor Felipe Antonio Casoni, en la que se le representa de perfil por el anverso, y de frente a su caballete en el reverso.

## Obra
Lavinia Fontana, fue una de las artistas femeninas más reconocidas en el Renacimiento junto a Sofonisba Anguissola. Se puede apreciar la influencia de la pintora de Cremona, en su gusto por los detalles y su excelente técnica a la hora de recrear joyas y tejidos. Trabajaron en el mismo contexto, como cualquier pintor masculino, aceptando encargos de particulares y viviendo de sus ingresos como artistas. Su producción es la mayor de una mujer antes del siglo XVIII. Se conservan, firmadas y fechadas, 32 pinturas, pero documentadas hay más de 135.
Se observa, claramente, la influencia de su padre en las primeras obras, desarrollando un arte religioso claro, directo y fácil. Fue educada rodeada de grandes artistas como Ludovico Carracci del que también tuvo influencia, utilizando colores fuertes que eran característicos de la escuela veneciana. Gracias a ello, pudo desarrollar un estilo propio. 
Adquirió gran fama en Bolonia, y dicha fama se extendió por toda Italia. Como su padre, Fontana obtuvo su fama gracias a sus excelentes retratos. En sus retratos, los modelos posan de forma natural y destaca su gran capacidad para pintar la ropa y las joyas.
Gradualmente fue adoptando el estilo clasicista de los hermanos Carracci (Annibale y Agostino), contemporáneos y protagonistas de la escena artística boloñesa con su academia de postulados clasicistas opuestos tanto al manierismo como al naturalismo de Caravaggio, a quienes se unieron posteriormente Guido Reni y Domenico Zampieri, con un colorido fuerte casi veneciano. Recibió la influencia de artistas como Correggio y Scipione Pulzone. Fue admitida en la Academia de Roma. 
Cabe destacar que Fontana llegó a pintar desnudos, tanto masculinos como femeninos, en sus pinturas religiosas y mitológicas de gran formato lo que era excepcional en una pintora.

## Obras destacadas

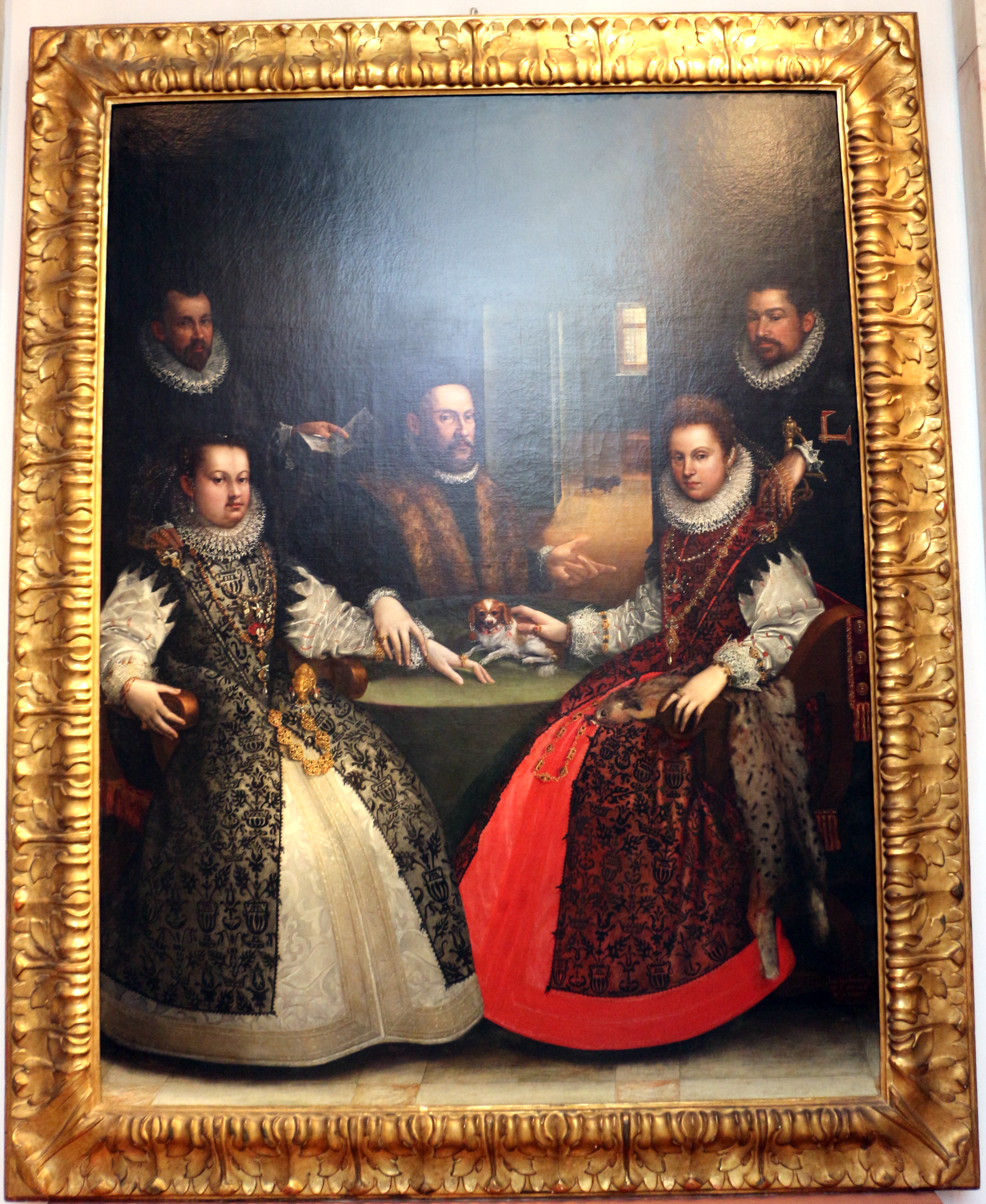
Retrato de la familia Gozzadini (1584). Pinacoteca Nacional de Bolonia.

En 1584, realiza el retrato de la familia Gozzadini, está considerado una de sus mejores obras. Se trata de un óleo sobre lienzo. Este retrato lo encargó Laodamia Gozzadini (la mujer de la derecha), que quiso que se la retratase junto a su familia, resaltando también todas las pertenencias que llevan las mujeres en el cuadro (joyas y vestidos). En un primer plano aparecen las damas (las dos hermanas Gozzadini) y, en un segundo plano aparecen los caballeros (el padre en el centro y los maridos de las hermanas detrás de cada una). Este retrato actualmente está expuesto en la Pinacoteca Nacional de Bolonia.

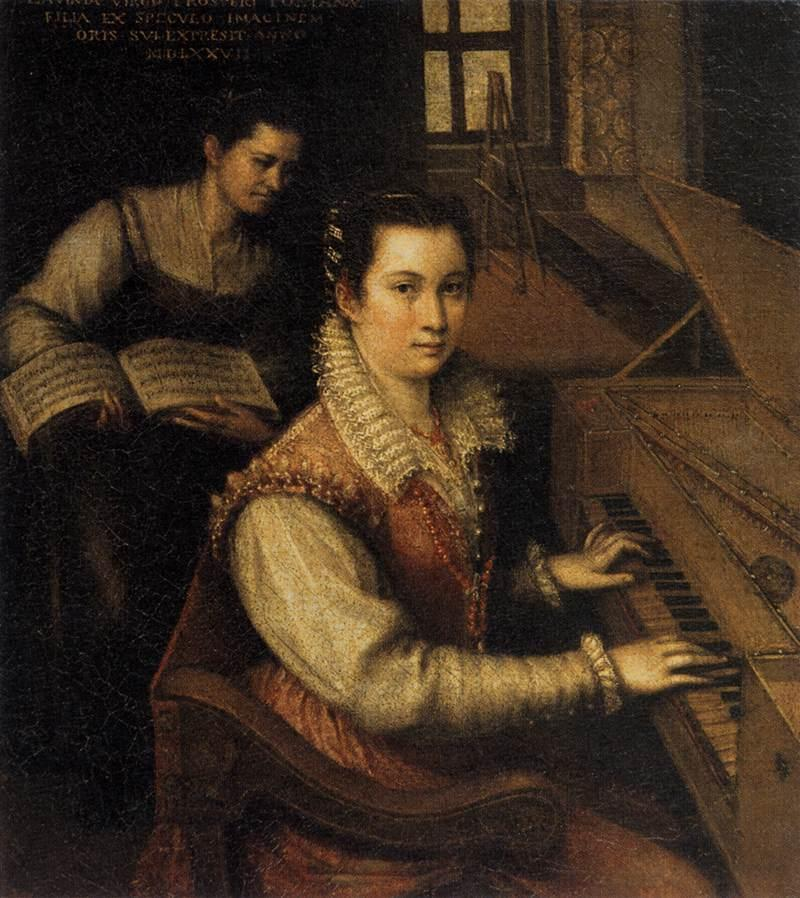
Autorretrato tocando la espineta. Se encuentra en la Academia di Luca. (1577)

En 1577 realiza una de sus obras más importantes. Su autorretrato tocando la espineta. Se encuentra en la Academia di Luca. Se trata de un óleo sobre lienzo y data del año 1577.

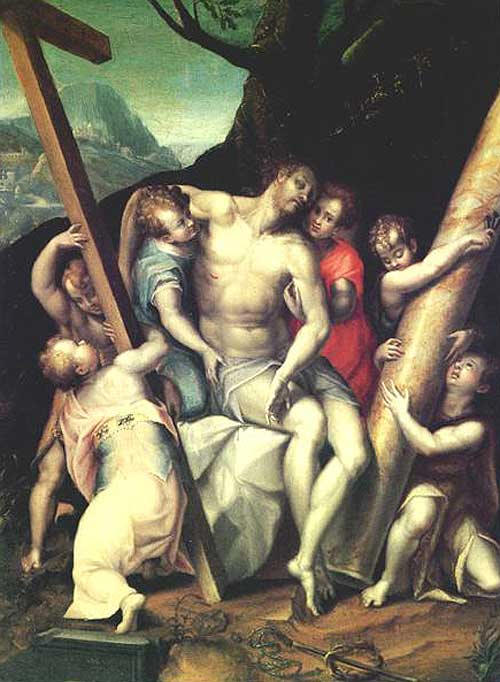
“Cristo con los símbolos de la pasión” de 1576. El Paso Museum of Art.

También se conserva la pintura del Cristo con los símbolos de la pasión de 1576, es su obra más antigua y se encuentra actualmente en El Paso Museum of Art. 

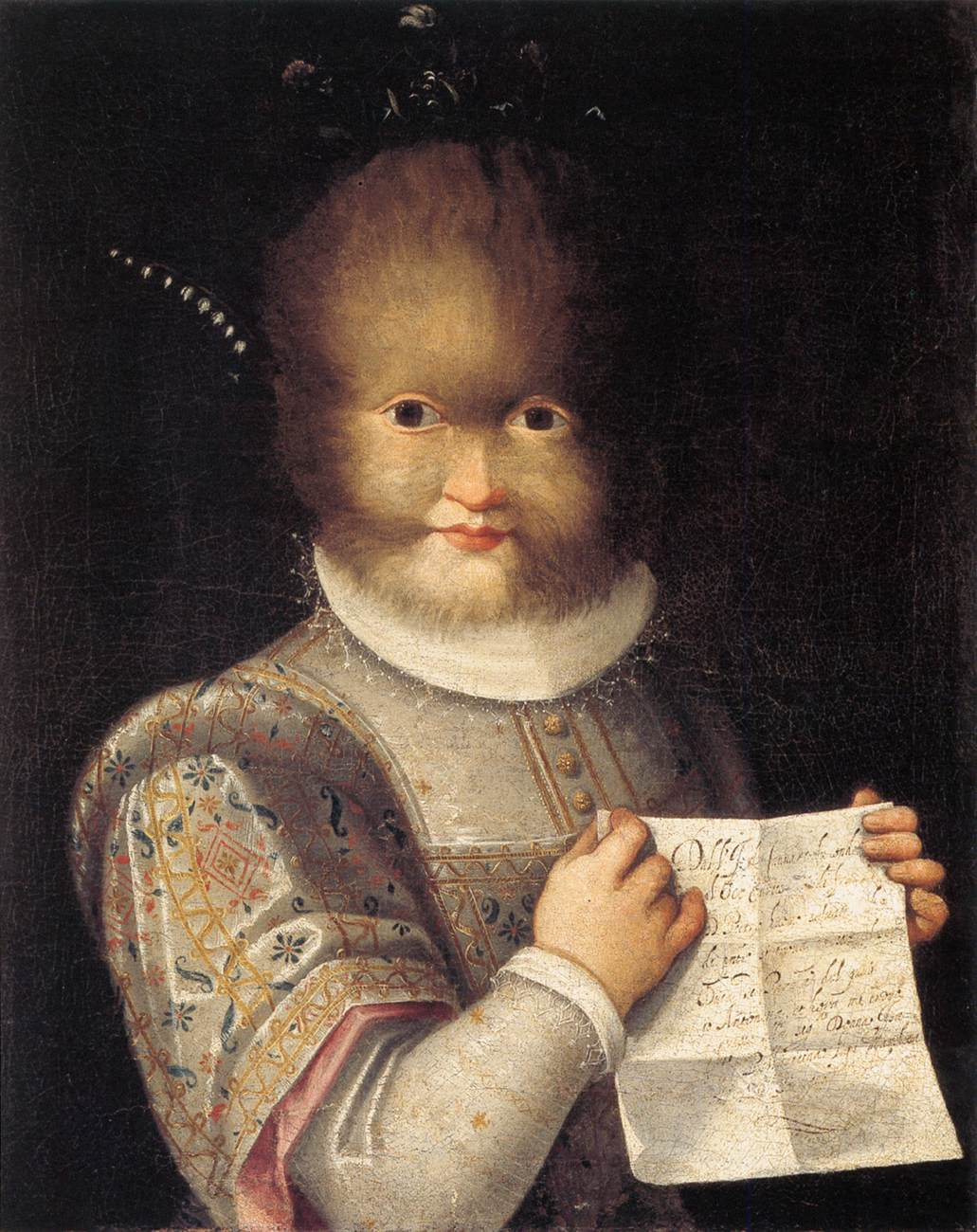
Retrato de Antonietta Gonsalvus, 1575. Musée du Chateau de Blois

Entre 1594 y 1595 realiza una de las obras más curiosa de su colección. Es el retrato de Antonietta Gonsalvus, que se encuentra en el Musée du Chateau de Blois. El retrato es una niña, de once años, cubierta de pelo debido a que padecía una enfermedad, Hipertricosis Lanuginosa Congénita, heredada de su padre Petrus Gonsalvus. 

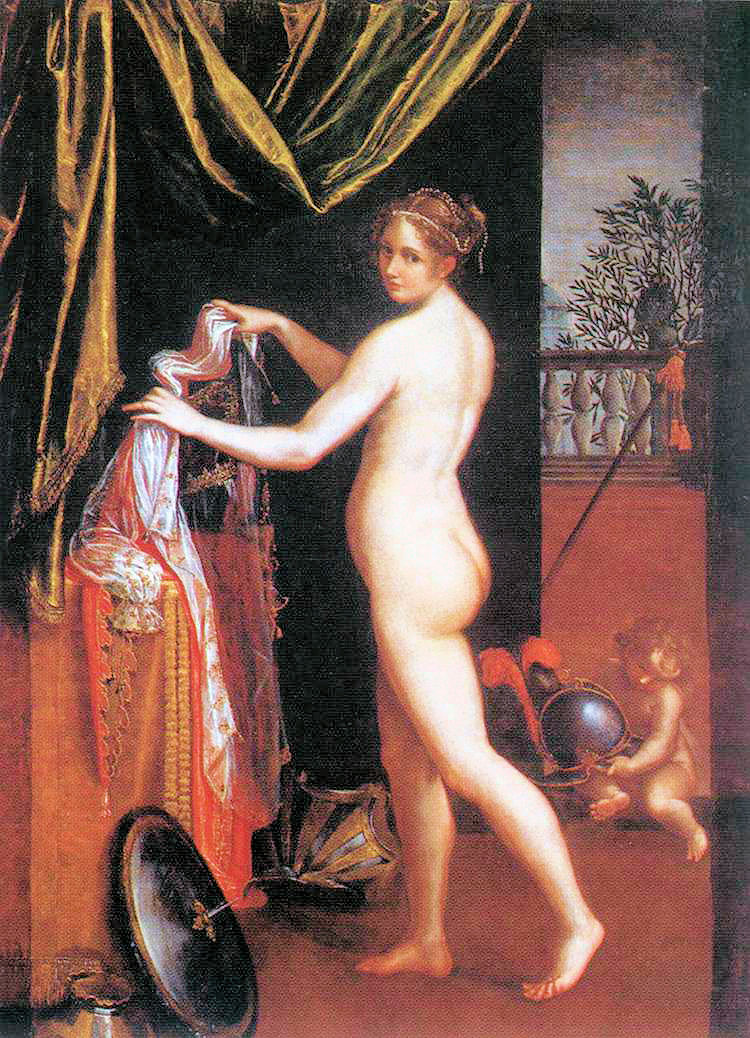
Minerva vistiéndose, 1613. Galería Borghese, Roma

En 1613 realiza la pintura llamada Minerva vistiéndose, muestra de los temas mitológicos a los que también se dedicó. Podemos encontrar esta obra en la Galería Borghese (Roma).

## Relación de obras
Se tiene constancia de 135 obras suyas, aunque sólo se conservan 32 fechadas y firmadas.
- Retrato de Paul Praun (1573, Germanisches Nationalmuseum, Núremberg)
- Cristo con los instrumentos de la Pasión (1576, El Paso Art Museum)
- Autorretrato con espineta (1577, Galleria della Accademia di San Luca, Roma)
- Retrato del senador Orsini (1577, Musée des Beaux-Arts, Burdeos)
- Doble retrato de matrimonio (h. 1577-1585, Museo de Zaragoza)[6]
- Sagrada Familia con San Francisco y Santa Margarita (1578, Davis Museum, Wellesley College, Massachusetts)
- Retrato de dama (1580, National Museum of Women in the Arts, Washington)
- Noli me tangere (1581, Uffizi, Florencia)
- Niño en la cuna (1583, Pinacoteca Nacional de Bolonia)
- Retrato de la familia Gozzadini (1584, Pinacoteca Nacional de Bolonia)
- Retrato de Petrus Gonsalvus (1585, Ambras Art Collection, Innsbruck)
- Retrato de Francesco Panigarola (1585, Palazzo Pitti, Florencia)
- Retrato de dama veneciana (1585, Hood Museum of Art, New Hampshire)
- Retrato de Bianca Capello con un clavicordio (Musée des Beaux-Arts, Valenciennes)
- San Francisco de Paula bendice al hijo de Luisa de Saboya (1590, Pinacoteca Nacional de Bolonia)
- Retrato de un médico (¿Girolamo Mercuriale?) (c. 1590, Museo Walters de Baltimore)
- Venus y Cupido (1592, Musée des Beaux-Arts, Ruan)
- Venus y Marte (Colección Casa de Alba, Palacio de Liria, Madrid)
- Sagrada Familia con san Juanito (Virgen del silencio), óleo sobre tabla, firmado; ingresó en el Monasterio de El Escorial, Madrid en 1593.[7]
- Retrato de Antonietta Gonsalvus (1594-95, Castillo de Blois)
- Virgen adorando al Niño durmiente (1605-10, Museum of Fine Arts, Boston)
- Minerva vistiéndose (1613, Galería Borghese, Roma)